# Rudnia-Perhanśka
Rudnia-Perhanśka (ukr. Рудня-Перганська) – wieś na Ukrainie, w obwodzie żytomierskim, w rejonie olewskim, nad Perhą. W 2001 roku liczyła 73 mieszkańców.